# Адмиралтейство (Царское Село)
Адмиралтейство («Голландия») — симметричный архитектурный ансамбль из трёх садово-парковых павильонов в голландском стиле, расположенный на берегу Большого пруда в пейзажной части Екатерининского парка города Пушкина. Построен летом 1773 года по проекту В. И. Неелова для Екатерины II.

## Центральный корпус

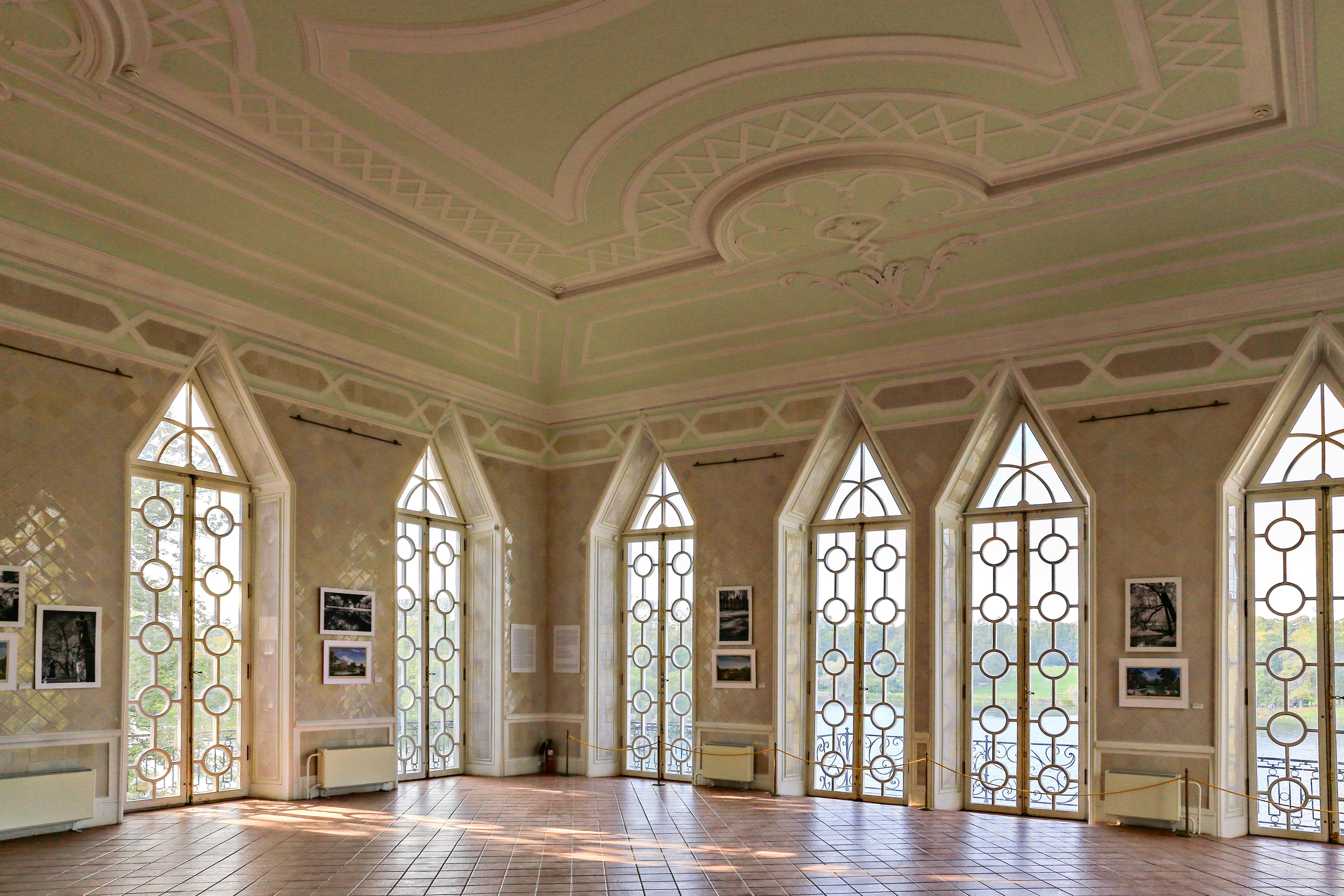
Интерьеры Шлюпочного сарая

Проект был утверждён 20 марта 1773 года, отделка закончилась в 1777 году.
Адмиралтейство заменило собой деревянный шлюпочный сарай, но использовалось по тому же назначению — для хранения «царскосельской флотилии», то есть лодок, на которых императрица и придворные катались по пруду. Увеселения сопровождались красочной иллюминацией и звуками музыки, доносившимися со второго этажа Адмиралтейства, где помещался оркестр.
Первым из русских правителей мини-флот при своём дворце в Кремле завёл Пётр I. Акцентом архитектора на продолжение традиций петровского «потешного флота» и был, видимо, предопределён выбор для строительства неброского голландского стиля, к которому, как известно, был неравнодушен сам Пётр.
В подражание голландским кирпичным постройкам стены оставили неоштукатуренными. Декоративные детали (наличники, тяги и прочие) контрастно выделяются на фоне кирпичных стен. У окон остроугольные завершения, проёмы в башнях сделаны разнообразными (круглыми, щелевидными с полукруглым верхом, ромбическими).

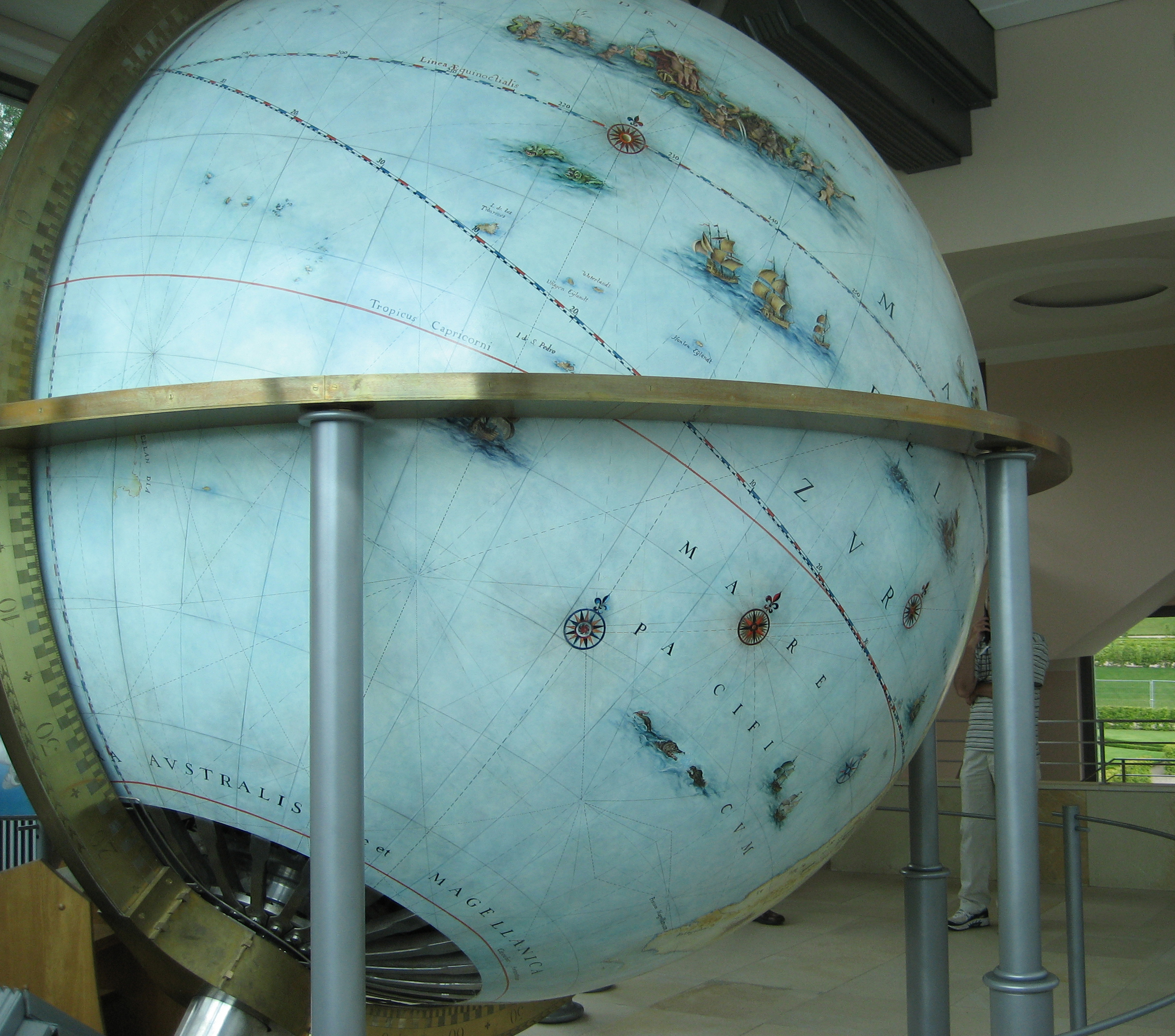
Внутри Готторпского глобуса на скамейках помещалось до 17 посетителей.

В XIX веке на нижнем этаже главного здания была собрана целая коллекция гребных судов. Большой исторический интерес представляли не только трешкоуты Екатерины II, но и каик, подаренный Николаю I турецким султаном, а также суда из Венеции (гондола), Китая (сампан) и других далёких стран (пироги, байдарки и т. д.).
По круглым гранитным лестницам, скрытым внутри боковых башен, посетители поднимались в Голландский зал, где в 1901 году установили знаменитый Готторпский глобус (1654), привезённый в Россию Петром. Стены зала украшали 166 пейзажных гравюр, выписанных из Англии, где в 1770—1771 годах учился архитектор Неелов (по другим источникам, была сделана облицовка голландскими изразцами). Из зала есть выход на балкон с видом на Большое озеро; на монотонный рисунок прутьев решётки балкона наложены плоские, скорее вырезанные, чем выкованные, гирлянды. Отделка этого и других внутренних помещений белым кафелем производилась в 1774—1775 годах.
Во время Великой Отечественной войны Адмиралтейству был нанесён большой урон: собрание царских лодок погибло, а Готторпский глобус был вывезен в Германию (ныне экспонируется в Кунсткамере). После войны Адмиралтейство долгое время пустовало, в настоящее время в нём проводятся временные выставки. В одном из боковых корпусов работает ресторан.

## Остальные здания

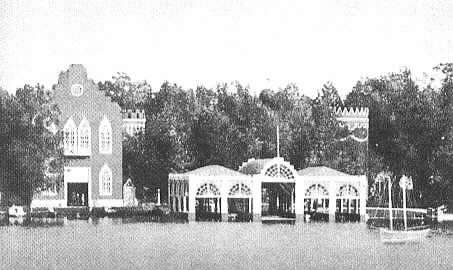
Дореволюционное фото Адмиралтейства с ажурным причалом, ныне разобранным.

По сторонам от шлюпочного бассейна построены два корпуса «для содержания разных родов птиц» и садики для водоплавающих.
Боковые павильоны в виде старинных башен отразили увлечение екатерининского века формами европейской готики (зубчатые парапеты, шпили, остроугольные рельефные детали). В этих «птичниках» содержались птицы, подчас заморские (павлины, фазаны), но преимущественно обычные лебеди и утки, которые в тёплое время года разнообразили своими силуэтами гладь пруда, а в холодное время зимовали в специально оборудованном бассейне. При этих «кликах лебединых, близ вод, сиявших в тишине», по словам Пушкина, ему впервые явилась Муза.
Центральное здание соединено с «птичниками» оградой, изготовил которую Монетный двор. Прежде павильоны разделялись небольшими водоемами. Невдалеке от одного из боковых корпусов виден Матросский домик, построенный в 1781—1783 годах для размещения гребцов-матросов. Крытый причал, построенный для прогулочных лодок в 1774 году (инженер И. К. Герард), был после революции разобран.